# 国际最佳老友
国际最佳老友（Best Buddies International）组织是一家位于美国佛罗里达州迈阿密的501(c)(3)非營利組織，由安東尼·謝里弗爾於1989年创办。该组织致力于建立全球志愿者运动，为智力和发育障碍（IDD）人士提供一对一的友谊，综合就业和领导力发展机会。
该组织由最佳老友初中计划、高中计划、大学计划、公民计划、大使计划、就业计划、电子老友计划以及生活计划8個項目組成，這些項目對全球110多萬個殘疾人和非殘疾人產生極大影響。該組織在美國等50個國家都活躍，並在近50個國家開展經認可的國際項目。此外，该机构也在系統地實施其2020年計劃。

## 參與國家
国际最佳老友组织為促進使命得以在世界上延續，不單單在美國本土推行最佳老友计划，海外參與國家包括 :

### 非洲區
- 埃及
- 加納
- 肯尼亞
- 烏干達

### 亞洲區
- 香港特别行政区
- 印度尼西亞
- 韓國
- 澳門特别行政区
- 馬來西亞
- 蒙古
- 菲律賓
- 新加坡
- 泰國
- 越南

### 歐洲區
- 比利時
- 保加利亞
- 芬蘭
- 德國
- 希臘
- 意大利
- 荷蘭
- 北愛爾蘭
- 挪威
- 俄羅斯
- 西班牙
- 土耳其
- 烏克蘭
- 英國

### 拉丁美洲區
- 阿根廷
- 玻利維亞
- 巴西
- 智利
- 哥倫比亞
- 哥斯達黎加
- 多明尼加共和國
- 厄瓜多爾
- 薩爾瓦多
- 危地馬拉
- 墨西哥
- 巴拿馬
- 巴拉圭
- 秘魯
- 委內瑞拉

### 北非及中東地區
- 黎巴嫩
- 卡塔爾

### 大洋洲區
- 新西蘭

## 項目計劃
以下項目是為智障學生和發育障礙學員提供學習社交技能和工作培訓的機會，使他們更多地融入社會並致力於獨立工作。

### 最佳老友初中计划
该计划與無障礙的學生一起促進智力和發育障礙學生的一對一友誼。本項目在學校內部運作。這項計劃能使殘疾學生在其教育生涯中儘早融入社會。

### 最佳老友高中计划
该计划在學校內推動智力和發育障礙學生與無障礙學生之間的一對一友誼。該計劃目的是在青少年的生活中遇到困難時打破社會障礙，無論有無殘疾。會員們在午餐休息時間之前或之後一起度過時間。有些特殊活動可以讓學生創造性地分享和互相貢獻。

### 最佳老友大学计划
该计划推動智力和發育障礙的成年人與大學生建立一對一的友誼。大學與該地區的其中一個家庭相處，並與那裡的成年人一起工作，為他們提供一個參與社區的機會，因為這些成年人通常被家庭遺棄，並且難以獲得職業的機會。

### 最佳老友公民计划
该计划促進有智力和發育障礙的成年人之間建立一對一的友誼。該計劃用於幫助殘疾成年人融入公民社區。目標是建立一個多元化的社區，讓殘疾人成為社會重要的一部分。

### 最佳老友大使计划
该计划的宗旨是培訓IDD的學生成為學校，社區和工作場所的領導者和公眾演講者。使他們在成為殘疾人權利運動的一分子 - 教導IDD人員成功自我提倡所需的技能。該計劃目的是幫助IDD人士成為積極的變革推動者。

### 最佳老友就业计划
该计划是一個確保智力和發育障礙人士獲得有競爭力的薪酬和平等就業機會的計劃。該計劃為殘疾僱員和雇主提供支持。

### 电子老友计划
该计划是一個為10歲及以上的殘疾人和同伴志願者設計的電子郵件筆友計劃。這可以讓殘疾人通過各種不同的媒體學習溝通技巧。

### 最佳老友生活计划[6]
该计划鼓励有或没有智力和发育障碍人一起生活在一个充满活力的社区，专注于支持所有居民实现他们的生活目标和梦想。